# Banc de Bajo Nuevo
Le banc de Bajo Nuevo aussi connu sous le nom d’îles Petrel (en espagnol : Bajo Nuevo, Islas Petrel) est un petit récif inhabité comprenant plusieurs petits îlots couverts d’herbes. Ce récif se situe à l’ouest de la mer des Caraïbes. La terre la plus proche est le banc de Serranilla à 110 kilomètres à l’ouest.
Le récif est marqué pour la première fois sur une carte néerlandaise de 1634 mais acquiert son nom actuel en 1654. Il est redécouvert par le pirate anglais John Glover en 1660. Bien que le banc soit actuellement contrôlé par la Colombie, il est le sujet d’une dispute territoriale avec la Jamaïque, le Nicaragua et les États-Unis.

## Géographie
Le banc de Bajo Nuevo s’étend sur une longueur de 26 kilomètres et une largeur de 9 kilomètres. L’image satellite permet de définir deux récifs distincts séparés par un chenal de 1,4 kilomètre de large à son point le plus étroit. Le récif le plus important au sud-ouest mesure 15,4 kilomètres de long pour 9,4 kilomètres de large et couvre une superficie de 100 km². Le récif plus petit au nord-est s’étend sur 10,5 kilomètres d’est en ouest pour une largeur de 5,5 kilomètres et il couvre une superficie de 45 km². L’aire émergée est minuscule en comparaison.
Le cayes le plus important est Low Cay, au sud-ouest. Il s’étend sur 300 mètres de long et 40 mètres de large et s’élève à une hauteur de deux mètres. Il est composé de restes de coraux, de bois flotté et de sable. Le phare sur Low Cay s’élève à 21 mètres au-dessus des flots et est peint en blanc, sauf son sommet qui est rouge. Ce phare a été érigé en 1982 puis reconstruit par le ministère colombien de la défense en 2008. Il est actuellement entretenu par la Marine colombienne. Il émet deux flashs de lumière blanche toutes les 15 secondes.

## Dispute territoriale
Le banc de Bajo Nuevo est le sujet d’une dispute territoriale entre plusieurs États. Dans la plupart des cas, cette dispute tourne autour de volonté d’étendre la ZEE aux eaux environnant le banc.
La Colombie revendique l’île en tant que région du département de San Andrés et Providencia. Des patrouilles maritimes sont ainsi menées par la flotte de San Andrés et par la marine colombienne. La Colombie affirme qu’elle revendique ce banc depuis 1886 qui serait une composante de l’archipel de San Andrés et Providencia. Les autres États contestent cette date. Le plus véhément en la matière est le Nicaragua qui affirme que la Colombie n’a jamais revendiqué le banc de Bajo Nuevo jusqu’à une époque récente.
La revendication jamaïcaine est longtemps restée sous le boisseau du fait de nombreux accords bilatéraux avec la Colombie. Entre 1982 et 1986, les deux États maintiennent un accord formel garantissant aux navires jamaïcains le droit de pêche dans les eaux territoriales de Bajo Nuevo et du banc de Seranilla. La signature de ce traité par la Jamaïque a été vue comme une reconnaissance de facto de la souveraineté colombienne sur ces deux bancs. Toutefois, ce traité n’est plus en vigueur depuis que la Colombie a refusé de le proroger en août 1986.
En novembre 1993, la Colombie et la Jamaïque signent un accord de délimitation maritime créant une zone de cogestion pour gérer et exploiter les ressources au sein d’un espace maritime défini par le traité. Toutefois, les eaux entourant directement les bancs de Seranilla et Bajo Nuevo ne font pas partie de cette zone de cogestion car la Colombie considère qu’elles font partie de ces eaux territoriales. Cette zone d’exclusion est définie dans une charte attachée au traité. L’accord entre en vigueur en mars 1994.
Le Nicaragua réclame la possession de toutes les îles se trouvant sur son plateau continental qui couvre une aire de 50 000 km2 comprenant Bajo Nuevo ainsi que les îles San Andrés et Providencia. Il a constamment tenu cette position contre la Colombie au sein de la Cour internationale de justice lors des deux affaires en 2001 et 2007,. Le principal point de désaccord concerne la validité et l’applicabilité du traité Esguerra-Bárcenas avec la Colombie de mars 1928. Dans cet accord, le Nicaragua reconnaissait la souveraineté colombienne sur l'archipel de San Andrés et Providencia. Si la CIJ a confirmé la souveraineté colombienne sur cet archipel en 2007, elle a laissé ouverte la question de la souveraineté sur le banc de Bajo Nuevo.
Les États-Unis revendique Bajo Nuevo depuis le 22 novembre 1869 depuis que James W. Benett y a proclamé la souveraineté américaine en se basant sur le Guano Islands Act. La plupart des revendications américaines dans la région se basant sur ce traité ont été abandonnées à la suite d’un traité avec la Colombie datant de septembre 1972. Toutefois, l’inclusion du banc de Bajo Nuevo dans ce traité fait débat car il n’y est pas mentionné par son nom. Or, l’article 7 stipule que les territoires non-mentionnés spécifiquement dans le traité ne sont pas concernés par celui-ci. Bien qu’elle n’occupe pas le territoire, les États-Unis le considèrent comme un territoire non organisé et non-incorporé.
Le Honduras a aussi un temps revendiqué la souveraineté sur le banc de Bajo Nuevo (ainsi que le banc de Serranilla), jusqu’à la signature d’un traité concernant les frontières maritimes avec la Colombie le 20 décembre 1999. Les deux États s’accordent sur une démarcation datant de 1986 qui exclut le Honduras de tout contrôle sur le banc et ses eaux environnantes,. Ce traité bilatéral implique aussi que le Honduras reconnaisse implicitement la souveraineté colombienne sur le banc de Bajo Nuevo.